# Pilea salwinensis
Pilea salwinensis är en nässelväxtart som först beskrevs av Hand.-mazz., och fick sitt nu gällande namn av C.J. Chen. Pilea salwinensis ingår i släktet pileor, och familjen nässelväxter. Inga underarter finns listade i Catalogue of Life.